# Marc Scoffoni
Marc Scoffoni,  né le 25 septembre 1979 à Marseille, est un baryton français.

## Biographie
Marc Scoffoni est diplômé du Conservatoire de Paris et de la Guildhall School de Londres. En 2005, il est nommé révélation lyrique de l’ADAMI et participe à l’Académie Européenne du festival d’Aix-en-Provence, où il suit les cours de Teresa Berganza. Il participe également au festival Pablo Casals 2005. Entre 2011 et 2013, il est membre de la « Jeune Troupe » du Grand-Théâtre de Genève.
Sur scène, il chante des rôles tels que Papageno dans La Flûte enchantée, Masetto dans Don Giovanni, Nardo dans La finta giardiniera, Fiorello du Barbier de Séville, Raimbaud dans Le Comte Ory, Malatesta dans Don Pasquale, Dandini dans La Cenerentola, Gasparo dans Rita de Donizetti, Germont dans La traviata, Fléville et Fouquier-Tinville dans Andrea Chénier, Michonnet dans Adriana Lecouvreur, Alfio dans Cavalleria rusticana, Sharpless dans Madame Butterfly, Rambaldo dans La rondine.
Dans le répertoire français, il s’illustre dans des rôles comme Escamillo dans Carmen, Frédéric dans Lakmé, Valentin dans le Faust de Gounod, Schlémil et Hermann dans Les Contes d'Hoffmann, Brétigny dans Manon, le Chevalier Des Grieux dans Le Portrait de Manon, Mercutio dans Roméo et Juliette, l’Officier dans Dialogues des carmélites, l’Horloge et le Chat dans L'Enfant et les Sortilèges, Jahel dans Le Roi d'Ys, Clavaroche dans Fortunio, Sganarelle dans Le Médecin malgré lui, Pausanias dans Une éducation manquée, Roger dans Ciboulette, Robert dans La Fille du Tambour Major, Jupiter dans Orphée aux Enfers, Gaspard dans Le Pays du sourire (version française), Le Vice-Roi dans La Périchole.
Sensible à la musique du XXe siècle, il chante Bottom dans A Midsummer Night’s Dream de Britten, Salvatore dans The Saint of Bleecker Street de Menotti, l’Homme au Casque et le Marchand de Souvenirs dans Juliette ou la Clé des songes de Martinu, Octave dans Les Caprices de Marianne d’Henri Sauguet en tournée en France, Tistou les pouces verts d’Henri Sauguet et participe à la création mondiale de l’opéra Jean-Jacques Rousseau de Fénelon.
Il s’est également fait entendre dans les rôles du Chasseur dans Rusalka et Starek dans Jenůfa.
Au concert, il chante régulièrement le Requiem de Brahms et le Requiem de Fauré. Il s’est fait entendre avec l'Orchestre National d'Île-de-France à la Salle Pleyel, l'Orchestre de chambre de Paris à la Philharmonie de Paris, l'Orchestre du Capitole à la Halle aux grains de Toulouse, il a chanté les Carmina Burana à Lausanne, des extraits du Barbier de Séville en concert au Théâtre du Châtelet pour les Leçons de Musique de Jean-François Zygel, et s'est produit en récital à Radio France.
Lors de la saison 2022-2023, il participe à deux créations : L'Annonce faite à Marie de Philippe Leroux à Angers, Nantes et Rennes (rôle d'Anne Vercors) Angers-Nantes Opéra et Les Rêveurs de la Lune de Howard Moody à l'Opéra d'Avignon (rôle de la Huppe Fasciée). Il chante Colas dans Bastien et Bastienne couplé avec le rôle d'Uberto dans La Serva Padrona à l'Opéra royal de Versailles, Papageno dans La Flûte Enchantée à l'Opéra royal de Versailles, Belcore dans L'Elixir d'Amour à Angers-Nantes Opéra et Opéra de Rennes

## Rôles
Marc Scoffoni se produit dans les rôles suivants :
- Uberto, La Serva Padrona, Opéra Royal de Versailles, Juillet 2023
- Colas, Bastien Bastienne, Opéra Royal de Versailles, Juillet 2023
- Belcore, L’Elixir d’Amour, Opéra de Rennes, Angers Nantes opéra, Mars-Juin 2023
- La huppe, Les rêveurs de la lune, Opéra d’Avignon, Jan 2023
- Papageno, La Flûte Enchantée, Opéra Royal de Versailles, Dec 2022
- Uberto, La Serva Padrona, Opéra Royal de Versailles, Dec 2022
- Colas, Bastien Bastienne, Opéra Royal de Versailles, Dec 2022
- Anne, L’Annonce faite à Marie, Angers Nantes Opéra, Sept-Oct 2022
- Sharpless, Madama Butterfly, Angers Nantes Opéra, Avril-Juin 2022
- Albert, Werther, Opéra de Marseille, Mars 2022
- Le Bailli, Werther, Opéra de Bordeaux, Février 2022
- Gaveston, La Dame Blanche, Opéra de Rennes, Décembre 2021
- Gaveston, La Dame Blanche, Théâtre Impérial de Compiègne, Octobre 2021
- L'hôte, Simon, Thomas, La Vierge, Opéra de Saint Etienne, Septembre 2021
- Alessio, La Somnambule, Théâtre des Champs-Elysées, Juin 2021
- L'officier, Le Silence de la mer, Opéra de Marseille, mai 2021
- Figaro, Les Fourberies de Figaro, Angers-Nantes Opéra, Avril 2021
- Johann, Die Opernprobe, Angers-Nantes Opéra, Mars 2021
- Enrico, Lucia di Lammermoor, Angers-Nantes Opéra Février 2021
- Le Garde Chasse, Rusalka, Opéra de Limoges, Janvier 2021
- Junius, Rape of Lucretia, Théâtre du Capitole de Toulouse, Novembre 2020
- Barone Duopole, Traviata, Opéra National de Bordeaux, Septembre 2020
- Papageno, La Flûte enchantée, Opéra Royal de Versailles, Janvier 2020
- Papageno, La Flûte enchantée, Opéra d'Avignon, Déc 2019
- Papageno, La Flûte enchantée, Angers Nantes Opéra, Nov 2019
- Guglielmo, Cosi fan tutte, Opéra de Tours, Sept 2019
- Barone Douphol/Dottore, Traviata, Bremen, Août 2019
- Roucher, Andrea Chénier, Opéra de Tours, Mai 2019
- De Brétigny, Manon, Opéra de Zurich, Mars 2019
- Guglielmo, Cosi fan tutte, Opéra de Saint Etienne, Janvier 2019
- Il Dottore Grenville, La Traviata, Théâtre des Champs Elysées, Décembre 2018
- Il Barone Douphol, La Traviata, Théâtre du Capitole, Toulouse, Octobre 2018
- Robert, La Fille du Tambour Majour, Théâtre de l'Odéon de Marseille, Mai 2018
- Bottom, Songe d'une nuit d'été, Opéra de Tours, Avril 2018
- Gustave, Le Pays du Sourire, Opéra d'Avignon, Mars 2018
- Michonnet, Adriana Lecouvreur, Opéra de Saint-Etienne, Janvier 2018
- Sganarelle, Le Médecin Malgré Lui, Opéra de Rennes, Novembre 2017
- Masetto, Don Giovanni, Musikfest Bremen, Septembre 2017
- Comte Pâris, Roméo et Juliette, Opéra de Toulon, juin 2017
- Frédéric, Lakmé, Opéra de Marseille, mai 2017
- Maitre d'école, Gardien de la paix, Grand père, Docteur Maudivers, Tistou les pouces verts, Opéra de Rouen, février 2017
- Masetto, Don Giovanni, Théâtre des Champs-Élysées, décembre 2016
- Roberto, La Finta Giardiniera, Opéra de Rennes, juin 2016
- Octave, Les Caprices de Marianne, Opéra de Saint Étienne, avril 2016
- Jahel, Le Roi d'Ys, Opéra de Saint Étienne, mars 2016
- Octave, Les Caprices de Marianne, Opéra de Bordeaux, février 2016
- Octave, Les Caprices de Marianne, Théâtre du Capitole, janvier 2016
- Malatesta, Don Pasquale, Opéra de Rennes, décembre 2015
- Chevalier Des Grieux, Le Portrait de Manon, Opéra de Marseille, octobre 2015
- Dandini, Cenerentola, Opéra de Rennes, mai 2015
- Octave, Les Caprices de Marianne, Opéra de Rennes, mars 2015
- Hermann/Schlemihl, Les Contes d'Hoffmann, Opéra de Toulon, mars 2015
- Papageno, La Flute enchantée, Philharmonie de Paris, février 2015
- Octave, Les Caprices de Marianne, Opéra de Marseille, janvier 2015
- Octave, Les Caprices de Marianne, Opéra de Massy, décembre 2014
- Clavaroche, Fortunio, Opéra Théâtre Saint Étienne, novembre 2014
- Octave, Les Caprices de Marianne, Opéra de Reims, octobre 2014
- Don Giovanni, Don Giovanni, Opéras en Plein Air, juin-septembre 2014
- Jahel, Le Roi d'Ys, Opéra de Marseille, mai 2014
- Pausanias, Rabastens, L'éducation Manquée, Pomme d'Api, Opéra de Rennes, mars 2014
- Clavaroche, Fortunio, Opéra de Rennes, février 2014
- Roger, Ciboulette, Opéra Théâtre Saint Étienne, décembre 2013
- L'officier/Javelinot, Les Dialogues des Carmélites, Angers-Nantes Opéra, octobre-novembre 2013
- Baryton Solo, Petite Messe Solennelle, Opéra National de Montpellier, septembre 2013
- Papageno, La Flûte Enchantée, Opéras en Plein Air, juin-septembre 2013
- Le Chasseur, Rusalka, Grand Théâtre de Genève, juin 2013
- Le Roi, Le Chat Botté, Grand Théâtre de Genève, mai 2013
- Yamadori, Madama Butterfly, Grand Théâtre de Genève, avril 2013
- Fiorello, Barbier de Séville, Opéra de Saint Étienne, février 2013
- Raimbaud, Le Comte Ory, Scène Nationale le Quartz, octobre 2012
- Diderot/Cury, Jean Jacques Rousseau, Grand Théâtre de Genève, septembre 2012
- Dancaïre, Carmen, Arènes de Nîmes, juillet 2012
- Le clavier Fantastique, Halle aux Grains, juin 2012
- Rambaldo, La Rondine, Opéra National de Lorraine, mai 2012
- Sharpless, Madama Butterfly, Opéra de Rennes, mars 2012
- Zuniga, Si Carmen m'était contée, Zéniths de France, mars 2012
- L’homme au Casque/ Marchand de Sable/le Bagnard, Juliette, Grand Théâtre de Genève, février 2012
- Marcello, La vie de Bohème, Grand Théâtre de Genève, décembre 2011[13]
- Papageno, La Flûte Enchantée, Grand Théâtre de Genève, octobre 2011
- Fléville/Tinville, Andrea Chenier, Grand Théâtre de Genève, septembre 2011
- Sharpless, Madama Butterfly, Opéra en Plein Air, juin-septembre 2011
- Oneguine, Eugène Oneguine, Opéra de Rennes, avril 2011
- Figaro, Le Barbier de Séville, Théâtre du Châtelet, Leçon d’opéra J.F Zygel, janvier 2011
- M. Buff, Schauspieldirektor, Opéra de Rennes, décembre 2010
- Gasparo, Rita, Opéra de Rennes, novembre 2010
- Dancaire, Carmen, Opéras en Plein Air, juin-septembre 2010
- Le clavier Fantastique, Salle Pleyel, mai 2010
- Salvatore, The Saint of Bleecker Street, Opéra de Marseille, février 2010
- De Brétigny, Manon, Opéra de Nantes/Angers, septembre 2009
- Figaro, Le Barbier de Séville, Iford Arts Festival (Bath, Royaume-Uni), juin 2009
- La Machine à Rire' avec l’ONDIF, Salle Pleyel, mai 2009
- Jean, Les Noces de Jeannette, Barokopera Amsterdam, avril 2009
- Carmina Burana, Salle Métropole Lausanne, mars 2009
- Schlemil/Hermann, Les Contes d’Hoffmann, Opéra en Plein Air, juin 2008
- Agamemnon, Belle Hélène, Diva Opera, mai-août 2008
- Alfio, Cavalleria Rusticana, Opéra de Cesena (Italie), mars 2008
- Jupiter, Orphée aux Enfers, Opéra de Limoges, décembre 2007
- Prince Yamadori, Opéra de Marseille, novembre 2007
- Starek, Jenufa, Janacek, Opera Holland Park, Londres, juin 2007
- Comte Almaviva, Le Nozze di Figaro, GSMD, 2007
- Earl of Dunmow, A Dinner Engagement, GSMD, 2006
- Aeneas, Dido and Aeneas, Festival d’Aix en Provence, 2006
- Marco, Gianni Schicchi, Guildhall School of Music and Drama, 2006